# Grymlings II
Grymlings II är den svenska rockgruppen Grymlings' andra studioalbum, utgivet på skivbolaget WEA 1992.
Från skivan släpptes singlarna En glädjesång (1992), Allt som jag kan ge dig (1993) och Väntar på en vän (1993). Ingen av dessa tog sig in på den svenska singellistan. En glädjesång och Väntar på en vän tog sig in på Svensktoppen. Albumet som helhet nådde en elfteplats på albumlistan.

## Låtlista

### CD
1. "En glädjesång" – 4:26 (Pugh Rogefeldt)
2. "Väntar på en vän" – 4:12 (Peter Lindforss, Mikael Rickfors)
3. "Landet man inte kan nå" – 5:26 (Rogefeldt)
4. "Allt som jag kan ge dig" – 4:50 (Magnus Lindberg)
5. "Lysa" – 4:44 (Göran Lagerberg)
6. "Fel kort" – 4:13 (Lindforss, Rickfors)
7. "Om du ser mig" – 4:56 (Lindberg)
8. "Självrespekt" – 3:34 (Rogefeldt)
9. "En kärlekssång" – 4:48 (Lindforss, Rickfors)
10. "Du barn som möter ungdomstid" – 4:30 (Rickfors, Rogefeldt)

### LP
Sida A
1. "En glädjesång" – 4:26
2. "Väntar på en vän" – 4:12
3. "Landet man inte kan nå" – 5:26
4. "Allt som jag kan ge dig" – 4:50
5. "Lysa" – 4:44

Sida B
1. "Fel kort" – 4:13
2. "Om du ser mig" – 4:56
3. "Självrespekt" – 3:34
4. "En kärlekssång" – 4:48
5. "Du barn som möter ungdomstid" – 4:30

## Medverkande
- Micke Andersson – gitarr
- Göran Lagerberg – bas
- Magnus Lindberg – sång
- Niklas Medin – piano
- Mikael Rickfors – gitarr
- Pugh Rogefeldt – gitarr
- Nicci Wallin – slagverk

## Listplaceringar
| Lista (1992–1993) | Topplacering |
| ----------------- | ------------ |
| Sverige           | 11           |

### Fotnoter
1. 1 2  ”Grymlings”. Svensk mediedatabas. http://smdb.kb.se/catalog/search?q=Grymlings+typ%3Afonogram&sort=OLDEST. Läst 21 januari 2013.
2. 1 2 3  Placeringar på den svenska albumlistan
3. ↑  ”Svensktoppen 1992”. Sveriges Radio. http://sverigesradio.se/diverse/appdata/isidor/files/2023/3488.txt. Läst 21 januari 2013.
4. ↑  ”Svensktoppen 1993”. Sveriges Radio. http://sverigesradio.se/diverse/appdata/isidor/files/2023/3489.txt. Läst 21 januari 2013.